# 松阪剛志
松阪 剛志（まつさか たけし）は日本の漫画家。主に成年漫画を専門ジャンルとする。

## 刊行作品一覧
※2011年現在
- 松文館
  - 本番淫交指導（2000年5月）
  - 清純少女（2001年1月）
  - 姉弟近親相姦（2001年9月）
  - 純真娘（2002年6月10日）
  - 少女の誘惑（2003年1月）
  - 妹の秘密（2003年3月）
  - 幼なじみ（2003年9月29日）
  - 淫らな告白（2004年7月27日）
  - 女子校生ハーレム（2005年4月23日）
  - ずっと一緒（2006年1月23日）
  - 清純少女DX（2006年3月16日）
  - 純真娘DX（2006年4月13日）
  - 幼なじみDX（2006年5月23日）
  - イケない遊び（2007年11月27日）
- 富士美出版
  - 欲情しちゃう（2007年7月05日）
- オークス
  - ときめき少女塾（2004年11月25日）
  - 魔女っ子エリちゃん（2005年9月27日）
  - 松阪剛志炉撰集「少女」のままで… (2008年8月25日)
- 茜新社
  - 魔女の金槌（2003年3月）
- 三和出版
  - REVERSIBLE（2003年9月）